# Stazione di Poggiridenti-Tresivio-Piateda

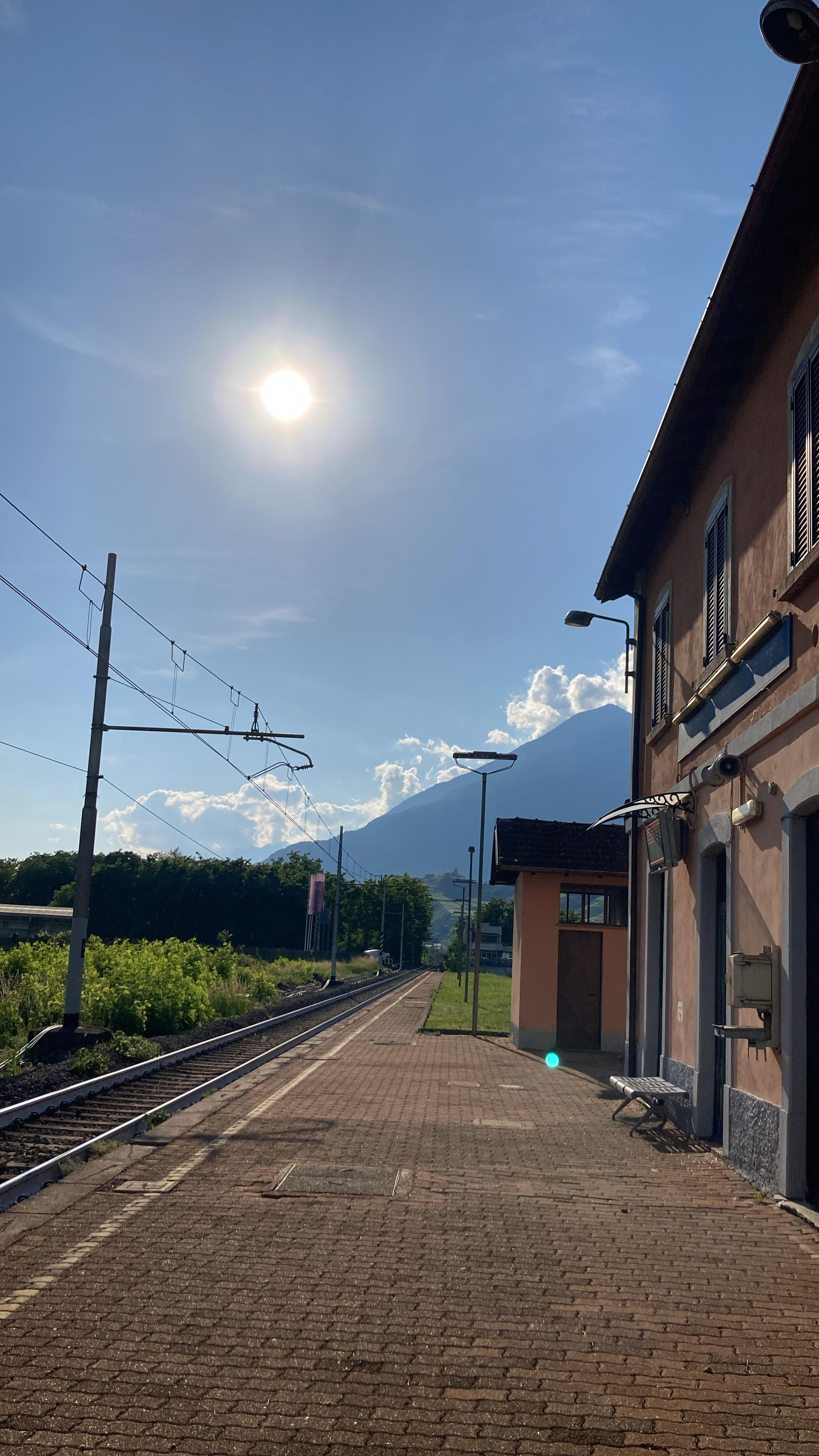
Vista stazione lato binario 1

La stazione di Poggiridenti-Tresivio-Piateda è una fermata ferroviaria posta sulla linea Tirano-Lecco, a servizio dei paesi di Poggiridenti (nella quale è ubicata), Tresivio e Piateda

## Strutture e impianti
La stazione è formata dal tipico casolare delle ferrovie dello stato con, al suo interno la sala d'attesa e il monitor arrivi e partenze.
La stazione ha una banchina servita da 1 binario

## Movimento
La stazione è servita da treni regionali della direttrice R12 Sondrio-Stazione di Tirano (RFI)  svolti da Trenord nell'ambito del contratto di servizio stipulato con la Regione Lombardia.

## Servizi
La stazione dispone di:
- Sala d'attesa con monitor di arrivo e partenza dei treni
- Annuncio sonoro per l'arrivo, la partenza e per le informazioni sulla linea
- Parcheggio di auto, moto e biciclette
- Fermata autobus extraurbani